# Acmaeodera bivulnera
Acmaeodera bivulnera är en skalbaggsart som beskrevs av Horn 1894. Acmaeodera bivulnera ingår i släktet Acmaeodera och familjen praktbaggar. Inga underarter finns listade i Catalogue of Life.